# Lunac
Lunac – miejscowość i gmina we Francji, w regionie Oksytania, w departamencie Aveyron. W 2013 roku jej populacja wynosiła 442 mieszkańców. 

## Zabytki
Zabytki w miejscowości posiadające status monument historique:
- kościół św. Jana Chrzciciela (fr. Église Saint-Jean-Baptiste)